# Верхнепокровская волость
Верхнепокро́вская во́лость — историческая административно-территориальная единица Старобельского уезда Харьковской губернии с центром в слободе Верхняя Покровка.
По состоянию на 1885 год состояла из 6 поселений, 6 сельских общин. Население — 2660 человек (1329 мужского пола и 1331 — женского), 382 дворовых хозяйства.
|                        | Площадь, десятин | В том числе пахотной, дес. |
| ---------------------- | ---------------- | -------------------------- |
| Сельских общин         | 4761             | 3057                       |
| Частной собственности  | 4521             | 2039                       |
| Казенной собственности | 461              | 271                        |
| Другой собственности   | 50               | 25                         |
| В целом                | 9793             | 5392                       |

Основное поселение волости по состоянию на 1885 год:
- Верхняя Покровка («Казначеевка») — бывшая государственная слобода в 10 верстах от уездного города, 1700 человек, 244 дворовых хозяйства, православная церковь, почтовая станция.

В конце XIX века волость была ликвидирована, территория вошла в состав Старобельской волости.